# Distretto di Khao Chakan
Il distretto di Khao Chakan (in thailandese: เขาฉกรรจ์) è un distretto (amphoe) della Thailandia, situato nella provincia di Sa Kaeo.